# Володимирівка (Рибницький район)
Володимирівка (рос. Владимировка; рум. Vladimirovca) — село в Рибницькому районі в Молдові (Придністров'ї).
Згідно з переписом населення 2004 року у селі проживало 79% українців.